# Distretto di Gaoming
Il distretto di Gaoming (高明区S, GāomíngP) è un distretto della Cina, situato nella provincia del Guangdong e amministrato dalla prefettura di Foshan.